# Christian August Naumann
Christian August Naumann (* 1705; † 14. November 1766 in Berlin) war ein deutscher Hofmaurermeister in Berlin.
Nach einer Maurerlehre von 1721 bis 1723 in Dresden ging Naumann nach Berlin, wo er am 7. August 1728 das Bürgerrecht erhielt. 1738 war er bereits Altmeister der Zunft und brachte es bis zum Hofmaurermeister. In Berlin war er an mehreren Bauten maßgeblich beteiligt.
Sein Sohn war der Hofbaugerichtdirektor und Schlossmeister August Gotthilf Naumann.

## Werke in Berlin
- 1735–37: Böhmische Kirche, zusammen mit dem Hof-Zimmermeister Johann Andreas Büring nach Entwürfen von Friedrich Wilhelm Diterichs. Nicht mehr vorhanden.
- 1737–39: Dreifaltigkeitskirche, nach Plänen, die wahrscheinlich von ihm unter dem Namen von Titus de Favre angefertigt wurden. Nicht mehr vorhanden.
- 1747: Wegely’s Haus (Johann Georg Wegely), Königstraße/Ecke Hinter den Baraquen oder Casernen (ab etwa 1778 Neue Friedrichstraße, später Littenstraße). Nicht mehr vorhanden.
- 1751: Manufakturgebäude für Wilhelm Caspar Wegely, Hinter den Baraquen oder Casernen (ab etwa 1778 Neue Friedrichstraße, später Littenstraße). Nicht mehr vorhanden.
- 1751–53: Neubau der Luisenstädtischen Kirche (ehem. Sebastianskirche), nach eigenen Plänen zusammen mit Hof-Zimmermeister Johann Gottfried Büring. Nicht mehr vorhanden.
- 1756–58: Arbeitshaus, Alexanderplatz, nach Plänen von Christian Friedrich Feldmann. Nicht mehr vorhanden.
- 1756: Magnus-Haus, zusammen mit Georg Friedrich von Boumann (1994 restauriert)